# Bandera de Bosnia y Herzegovina
La bandera de Bosnia y Herzegovina tiene una forma muy inusual. Está formada por un paño azul, con un triángulo rectángulo isósceles de color amarillo en el centro, cuyos catetos tienen un tamaño igual al ancho de la bandera, tocando uno de sus catetos el borde superior de esta, y estando el otro orientado hacia el lado exterior de la bandera. A lo largo de la hipotenusa del triángulo aparecen en color blanco siete estrellas de cinco puntas y dos medias estrellas que asoman por los bordes de la bandera.
Las tres puntas del triángulo representan las tres naciones de Bosnia y Herzegovina (bosnios, croatas y serbios). Las estrellas, que representan a Europa, se suponen infinitas, de ahí las dos medias estrellas que asoman por los bordes de la bandera. Los colores de la bandera suelen asociarse con la neutralidad y la paz (blanco, azul y amarillo).

## Historia
Las banderas del actual territorio de Bosnia y Herzegovina se remontan al período de dominación otomana. En el siglo XVIII, los líderes de Herzegovina Occidental utilizaban enseñas verdes con una creciente de color blanca junto a una estrella blanca de ocho puntas.
En la revuelta de los bosnios al dominio del Imperio, liderada por Husein Gradaščević en los años 1830, fue utilizada una bandera similar a la bandera otomana pero con el fondo verde y la creciente y la estrella de cinco puntas en color amarillo. Este símbolo sería posteriormente adoptado por el estado independiente de Bosnia, creado en 1878 luego del retiro de las tropas turcas. Sin embargo, Bosnia sería conquistada en menos de dos meses por el Imperio austrohúngaro que anexaría los territorios. En 1908, la provincia de Bosnia y Herzegovina adoptaría una bandera cuya franja superior era roja y la inferior, gualda.
Tras la derrota austrohúngara en la Primera Guerra Mundial, Bosnia y Herzegovina se convirtió en una de las repúblicas constituyentes de Yugoslavia. La bandera de la República Socialista de Bosnia y Herzegovina fue adoptada en 1946 como parte de la República Federal Socialista de Yugoslavia. Dicha bandera estaba compuesta por una bandera roja con el emblema yugoslavo en el cantón superior.

Bandera de Herzegovina Occidental (c. 1760)
Bandera de la Revuelta bosnia de 1831
Valiato de Bosnia (1864-1908)
Bandera del Provincia de Bosnia y Herzegovina como parte del Imperio austrohúngaro (1878-1908)
Provincia de Bosnia y Herzegovina como parte del Imperio austrohúngaro (1908-1918)
Bandera de la República Socialista de Bosnia y Herzegovina (1946-1991)

### Independencia

Bandera de la República de Bosnia y Herzegovina (1991-1998).

Tras proclamar su independencia en 1991, la República de Bosnia y Herzegovina adoptó una nueva bandera compuesta por un escudo azul y franja blanca con flores de lis doradas puesto sobre un campo blanco. Este escudo era utilizado por los primeros reyes de Bosnia, durante el siglo XIV. Esta bandera provocó el rechazo de las comunidades croatas y serbias por lo que se procedió a la búsqueda de un nuevo emblema patrio.
Para elegir la nueva bandera, se presentaron diversos grupos de propuestas. El primer grupo de éstas contenía tres. La primera propuesta, llamada el "modelo checo", era similar a la bandera de dicho país, pero con colores rojo, verde y azul representando a las tres comunidades. La segunda constaba de un fondo celeste con una rama dorada de olivo, representando a la paz. Finalmente, la tercera propuesta también tenía fondo celeste pero incluía una figura con la forma del país en el centro; aunque la propuesta no especificaba el color del mapa, es probable que haya sido en blanco.

Primera alternativa del primer grupo
Segunda alternativa del primer grupo
Tercera alternativa del primer grupo

En el segundo grupo de propuestas destacaba la primera alternativa. La bandera estaría compuesta por un diseño diagonal tricolor en blanco, azul y rojo (similar a la bandera de la República del Congo) y en su centro se ubicaría el mapa del país en color azul (en proporción 1:2) rodeado de 10 estrellas amarillas. La segunda alternativa era similar a la anterior, pero incluía 12 estrellas en honor a la Unión Europea. La tercera alternativa ampliaba la franja central blanca, mientras el mapa era de color amarillo con borde verde y bajo el cual se ubicaban dos ramas de olivos de igual forma que en la bandera de las Naciones Unidas. El cuarto y último diseño tenía el mismo emblema que el tercero, pero las franjas eran horizontales, siendo el azul el color superior, blanco el central y rojo el inferior.

Primera alternativa del segundo grupo (10 estrellas)
Segunda alternativa del segundo grupo (12 estrellas)
Tercera alternativa del segundo grupo
Cuarta alternativa del segundo grupo

En 1998 fue presentado un grupo de banderas diseñado por el Alto Representante para Bosnia y Herzegovina Carlos Westendorp, el cual contenía tres diseños. El primero sería la base de la actual bandera, pero con un color azul claro, similar al de la bandera de la ONU, y con 10 estrellas fijas. El segundo y el tercer diseño constaban de barras amarillas y claras que se intercalaban sobre el fondo celeste.

Primera alternativa de Carlos Westendorp
Segunda alternativa de Carlos Westendorp
Tercera alternativa de Carlos Westendorp

La bandera actual, basada en el primer diseño de Westendorp, fue adoptada el 2 de febrero de 1998. El diseño sería elegido por el Alto Representante, al no ser capaz el parlamento bosnio de encontrar una solución aceptable por todas las partes. Esta bandera fue seleccionada por no contener ninguna referencia histórica o de otro tipo al estado bosnio. El color azul ONU se cambió por un azul más oscuro, asemejándola a la bandera de la Unión Europea. Carlos Westendorp declaró que ese azul oscuro simbolizaba la unión de Bosnia y Herzegovina con Europa. Finalmente, la bandera sería oficialmente presentada durante la ceremonia inaugural de los Juegos Olímpicos de Nagano 1998.

## División administrativa
Los Acuerdos de Dayton, que se lograron cerca de Dayton (Ohio) el 21 de noviembre de 1995 entre Serbia, Croacia y Bosnia y Herzegovina, instituyeron protecciones para las minorías y establecieron las bases para el retorno voluntario de refugiados y personas desplazadas. La guerra, tras la desmembración de la antigua Yugoslavia, costó la vida a más 100.000 personas y desplazó a millones.
Los Acuerdos de Dayton que pusieron fin a la Guerra de Bosnia, se centraron en acabar con la violencia, reconstruir la sociedad y forjar un nuevo curso hacia un futuro pacífico. Los acuerdos dividieron administrativamente a Bosnia y Herzegovina en la Federación de Bosnia y Herzegovina y la República Srpska, y establecieron también un acuerdo para compartir el poder con el fin de garantizar que ninguna minoría estuviera a merced de la mayoría.
La bandera de la Federación de Bosnia y Herzegovina fue anulada en 2007 y no ha sido reemplazada hasta la fecha.

Bandera de la Federación de Bosnia y Herzegovina (anulada en 2007).
Bandera de la República Srpska.